# کاراپت چوبانیان
کاراپت سیرکانی چوبانیان (ارمنی: Կարապետ Սիրեկանի Չոբանյան زاده ۲۵ فوریه ۱۹۲۷ - درگذشته ۱۵ اکتبر ۱۹۷۸) دانشمند و مهندس اهل ارمنستان بود که پدیده استرس کم (Low-Stress) را در مکانیک کشف کرد و روش جدیدی برای جوشکاری ارائه کرد. این کشف به یک پیشرفت مهم علمی بدل گشت که به‌طور قابل‌توجهی قدرت ساختارهای جوش داده‌شده را افزایش و درک توانایی‌های محدود جوش را تغییر داد. کاراپت چوبانیان نخستین کشف ارمنستان و قفقاز جنوبی که در اتحاد شوروی تحت شماره ۱۰۲ ثبت شده‌است انجام داده‌است.

## زندگی‌نامه
وی بزرگترین فرزند آرمنوهی و سیراکان چوبانیان بود و در فوریه ۱۹۲۷ در آخالکالاک، گرجستان به دنیا آمد. وی در سال ۱۹۴۸ از دانشگاه دولتی ایروان فارغ‌التحصیل شد و در سال ۱۹۵۱ با مدرک پی‌اچ‌دی در رشته فیزیک به پایان رسید. در سال ۱۹۵۴ به عنوان دانشمند به مؤسسه مکانیک و مؤسسه ریاضیات فرهنگستان ملی علوم ارمنستان ملحق شد. چوبانیان در سال ۱۹۷۲ رئیس دپارتمان Durability of Compounds، مؤسسه مکانیک، فرهنگستان ملی علوم ارمنستان شوروی شد. وی در ۱۵ اکتبر ۱۹۷۸ در کی‌یف درگذشت و در ایروان به خاک سپرده شد.

## نگارخانه

- پرونده:Կարապետ Չոբանյան.jpg